# Station Sankt Georgen (Schwarzwald)
Station Sankt Georgen (Schwarzwald) is een spoorwegstation in de Duitse plaats Sankt Georgen im Schwarzwald. Het station werd in 1873 geopend. 